# Équipe d'Algérie de football en 2008
L'équipe d'Algérie de football participe lors de cette année aux éliminatoires de la Coupe du monde 2010, compétition qui aura lieu Afrique du Sud. L'équipe d'Algérie est entraînée par Rabah Saadane.

## Déroulement de la saison

### Classement FIFA 2008
Le tableau ci-dessous présente les coefficients mensuels de l'équipe d'Algérie publiés par la FIFA durant l'année 2008.
| Mois | janv. | fév. | Mars | Avril | Mai | Juin | Juillet | Août | sept. | oct. | nov. | déc. |
| Rang | 76    | 77   | 78   | 101   | 100 | 103  | 93      | 90   | 76    | 56   | 63   | 64   |

### Classement de la CAF
Le tableau ci-dessous présente les coefficients mensuels de l'équipe d'Algérie dans la CAF publiés par la FIFA durant l'année 2008.
| Mois | janv. | fév. | Mars | Avril | Mai | Juin | Juillet | Août | sept. | oct. | nov. | déc. |
| Rang | 16    | 16   | 17   | 26    | 25  | 25   | 25      | 24   | 17    | 11   | 13   | 13   |

## Matchs disputés
| Date             | Stade                                              | Adversaire          | Score | Comp | Buteurs algérien                   |
| 26 mars 2008     | Stade Maurice Bacquet Goussainville, France        | RD Congo            | 1-1   | A    | Ghilas 90e (pen.)                  |
| 31 mai 2008      | Stade Léopold Sédar Senghor Dakar, Sénégal         | Sénégal             | 1-0   | QCM  |                                    |
| 6 juin 2008      | Stade Mustapha-Tchaker Blida, Algérie              | Liberia             | 3-0   | QCM  | Djebbour 15e, Ziani 18e 47e (pen.) |
| 14 juin 2008     | Stadium de Bakau Banjul, Gambie                    | Gambie              | 1-0   | QCM  |                                    |
| 20 juin 2008     | Stade Mustapha-Tchaker Blida, Algérie              | Gambie              | 1-0   | QCM  | Yahia 33e                          |
| 20 août 2008     | Stade Ferdi Petit Le Touquet-Paris-Plage, France   | Émirats arabes unis | 1-0   | A    | Bezzaz 8e                          |
| 5 septembre 2008 | Stade Mustapha-Tchaker Blida, Algérie              | Sénégal             | 3-2   | QCM  | Bezzaz 60e,Saïfi 67e,Yahia 73e     |
| 11 octobre 2008  | Samuel Kanyon Doe Sports Complex Monrovia, Liberia | Liberia             | 0-0   | QCM  |                                    |
| 18 novembre 2008 | Stade Robert Diochon Rouen, France                 | Mali                | 1-1   | A    | Abdeslam 90e                       |

Légende: A : Match amical / QCM : Éliminatoires de la Coupe du monde de football 2010

### Bilan
| Rang | Équipe  | Pts | J | G | N | P | Bp | Bc | Diff |
| ---- | ------- | --- | - | - | - | - | -- | -- | ---- |
| #    | Algérie | 15  | 9 | 4 | 3 | 2 | 10 | 6  | +4   |

## Tours préliminaires de la Coupe du monde 2010
| Entraîneur :   |
| Lamine N'Diaye |

| Entraîneur :  |
| Rabah Saâdane |

| Entraîneur :   |
| Lamine N'Diaye |

| Entraîneur :  |
| Rabah Saâdane |

| Entraîneur :  |
| Rabah Saâdane |

| Entraîneur : |
| Antoine Hey  |

| Entraîneur :  |
| Rabah Saâdane |

| Entraîneur : |
| Antoine Hey  |

| Entraîneur : |
| Paul Put     |

| Entraîneur :  |
| Rabah Saâdane |

| Entraîneur : |
| Paul Put     |

| Entraîneur :  |
| Rabah Saâdane |

| Entraîneur :  |
| Rabah Saâdane |

| Entraîneur : |
| Paul Put     |

| Entraîneur :  |
| Rabah Saâdane |

| Entraîneur : |
| Paul Put     |

| Entraîneur :  |
| Rabah Saâdane |

| Entraîneur :   |
| Lamine N'Diaye |

| Entraîneur :  |
| Rabah Saâdane |

| Entraîneur :   |
| Lamine N'Diaye |

| Entraîneur : |
| Antoine Hey  |

| Entraîneur :  |
| Rabah Saâdane |

| Entraîneur : |
| Antoine Hey  |

| Entraîneur :  |
| Rabah Saâdane |

## Les joueurs
| Joueurs                                                   |    |    |    |    |    |    |    |    |    |
| Gardiens de but                                           |    |    |    |    |    |    |    |    |    |
| Faouzi Chaouchi (ES Sétif)                                | 44 |    |    |    |    |    |    |    |    |
| Lounès Gaouaoui (USM Annaba)                              | 46 | 90 | 90 | 90 | 90 | 90 | 90 | 90 | 46 |
| Mohamed Ousserir (CR Belouizdad)                          |    |    |    |    |    |    |    |    | 44 |
| Défenseurs                                                |    |    |    |    |    |    |    |    |    |
| Madjid Bougherra (Charlton Athletic puis Glasgow Rangers) | 90 |    |    |    | 90 | 44 | 90 | 90 |    |
| Antar Yahia (VfL Bochum)                                  | 65 | 80 | 70 | 90 | 90 | 46 | 90 |    | 46 |
| Nadir Belhadj (Olympique lyonnais puis RC Lens)           |    | 90 | 86 |    |    |    | 90 | 90 | 90 |
| Mehdi Méniri (SC Bastia)                                  | 25 |    |    |    |    | 44 |    |    | 90 |
| Rafik Halliche (NA Hussein Dey puis CD Nacional)          |    | 10 | 20 |    |    |    |    |    |    |
| Slimane Raho (ES Setif)                                   |    | 90 | 90 | 90 | 90 | 90 | 90 | 90 | 90 |
| Samir Zaoui (ASO Chlef)                                   |    | 90 | 90 | 90 |    | 46 | 11 | 90 | 44 |
| Ismaël Bouzid (Galatasaray SK puis ES Troyes AC)          | 90 |    |    |    |    |    |    |    |    |
| Abderaouf Zarabi (Hibernian puis Nîmes Olympique)         | 90 |    | 4  | 90 | 90 | 90 |    |    |    |
| Féthi Harek ( SC Bastia)                                  | 44 |    |    |    |    |    |    |    |    |
| Milieux                                                   |    |    |    |    |    |    |    |    |    |
| Yazid Mansouri (FC Lorient)                               | 90 | 90 | 90 | 90 | 90 |    |    | 90 | 90 |
| Yacine Bezzaz (Valenciennes FC)                           |    |    | 51 | 24 | 70 | 63 | 79 | 24 |    |
| Karim Matmour (SC Fribourg puis Mönchengladbach)          | 46 |    |    |    |    |    |    |    | 70 |
| Karim Ziani (Olympique de Marseille)                      | 76 | 90 | 90 | 90 | 90 | 63 | 90 | 90 |    |
| Hameur Bouazza (Fulham FC)                                | 90 | 15 |    |    |    |    |    |    |    |
| Khaled Lemmouchia (ES Sétif)                              |    | 90 | 90 | 90 | 90 | 27 |    |    |    |
| Chérif Abdeslam (JS Kabylie)                              |    |    |    |    |    | 90 | 90 | 90 | 90 |
| Lamouri Djediat (ES Sétif)                                |    | 21 | 39 | 90 | 20 | 90 | 21 | 90 | 90 |
| Salim Arrache (Toulouse FC puis Stade de Reims)           | 46 |    |    |    |    |    |    |    |    |
| Brahim Hemdani (Glasgow Rangers)                          |    | 69 |    |    |    |    | 90 |    |    |
| Mohamed Seguer (MC Saïda puis ES Sétif)                   |    |    |    | 66 |    |    |    |    | 20 |
| Attaquants                                                |    |    |    |    |    |    |    |    |    |
| Abdelkader Ghezzal (AC Sienne)                            |    |    |    |    |    |    |    |    | 70 |
| Rafik Djebbour (Paniónios GSS puis AEK Athènes FC)        | 73 | 75 | 90 | 66 | 90 | 74 |    |    |    |
| Rafik Saïfi (FC Lorient)                                  |    | 90 | 90 |    | 83 |    | 89 | 90 |    |
| Kamel Ghilas (Vitória Guimarães puis Celta Vigo)          | 44 |    |    |    |    | 90 | 69 | 66 | 90 |
| Mansour Boutabout (SCO Angers puis KV Courtrai)           | 17 |    |    |    |    |    |    |    |    |
| Cheikh Hamidi (MC Saida puis USM Annaba)                  | 14 |    |    |    |    |    |    |    |    |
| Nabil Hemani (JS Kabylie puis ES Sétif)                   |    |    |    | 24 | 7  | 27 | 1  |    | 20 |
| MC Alger (JS Kabylie)                                     |    |    |    |    |    | 16 |    |    |    |

- Les nombres présents dans chaque case de la matrice représentent le nombre de minutes jouées par le joueur lors de ce match.